# 広島県立加計高等学校芸北分校
広島県立加計高等学校芸北分校（ひろしまけんりつ かけこうとうがっこう げいほくぶんこう）は、広島県山県郡北広島町川小田にある県立高等学校。

## 設置学科
- 普通科

## 沿革
- 1948年（昭和23年） - 広島県加計高等学校中野分校設置が認可される。
- 1958年（昭和33年） - 加計高等学校芸北分校と改称。
- 1962年（昭和37年） - 全日制分校として発足。生活科を廃し、家政科を設置する。
- 1968年（昭和43年） - 広島県立加計高等学校芸北分校と改称。
- 1971年（昭和46年） - 農業科・家政科の募集停止。普通科を設置。
- 1998年（平成10年） - 四川省成都市第20中学校と姉妹校提携。
- 1998年（平成10年） - 創立50周年記念式典挙行。
- 2001年（平成13年） - 芸北町立芸北中学校との連携型中高一貫教育校指定。
- 2005年（平成17年） - 文部科学省研究開発学校指定（芸北地域5小学校、1中学校、1高校）。

## 部活動

### 体育系

#### スキー部
- スキー部は、アルペン、クロスカントリーともに全国大会で最高成績2位という成績を残している強豪校である。現在でも多くの全国トップクラスの選手を輩出している。また、近年ではスキー部に入部するために他地域から入学を志願するものも多い。指導は全国大会経験のある複数の地元出身者が担っており，地域を代表する競技として地域からの支援も手厚い。

#### 女子ソフトテニス部
- 女子ソフトテニス部は、北広島町内で活動している「どんぐり北広島」と定期的に練習を行うなど、密接な関係を築いている。どんぐり北広島に在籍する日本代表選手や全国大会でも上位の成績を残す選手，指導者から直接指導を受けられることから，広島県内の公立高校ではトップの成績をここ数年残しており、中国大会にも２年連続で出場するなどしている。近年では女子ソフトテニス部に入部するために広島県内に限らず全国から入学を志願する生徒が増えている。
- 卓球部
- 女子バレー部
- 硬式野球部
- 陸上部
- スキー同好会

### 文化系

#### 神楽部
- 神楽部は、常に活動している部活動としては県内の高校では唯一の存在。平成16年度には、広島 - 台北間定期航空路開設記念行事として台北で、平成17年度には広島 - バンコク間定期航空路開設記念行事としてバンコクで公演したほか、平成19年度の広島県神楽競演大会に特別出演している。
- 農業部
- 茶道部
- バンド同好会